# 牛ロタウイルス病
牛ロタウイルス病（うしロタウイルスびょう、英:bovine rotavirus infection）とはロタウイルス感染を原因とするウシの感染症。
ロタウイルスはレオウイルス科ロタウイルス属に属するRNAウイルスである。A-J群に分類されるが、そのうち主にA群、B群およびC群がウシに感染する。糞便に含まれるウイルスにより経口的に感染する。症状は元気消失、食欲不振、水様性下痢などを示す。日本では牛コロナウイルスと大腸菌との混合ワクチンが市販されている。